# Beate Herpertz-Dahlmann
Beate Herpertz-Dahlmann (* 1954) ist eine deutsche Psychiaterin und ehemalige Direktorin der Klinik für Psychiatrie, Psychosomatik und Psychotherapie des Kindes- und Jugendalters am Universitätsklinikum der RWTH Aachen. Sie ist Ärztin für Kinder- und Jugendpsychiatrie und -psychotherapie und Ärztin für Kinder- und Jugendmedizin. Herpertz-Dahlmann hat Erfahrungen in der Behandlung von kindlichen und jugendlichen Essstörungen und Forschung zu Entstehungsfaktoren der Essstörungen, insbesondere zu neurobiologischen Veränderungen. Innerhalb klinischer Studien erforschte sie neue Behandlungsoptionen bei der adoleszenten Anorexia nervosa wie die tagesklinische Behandlung und das Home Treatment.

## Werdegang
Herpertz-Dahlmann studierte nach ihrer allgemeinen Hochschulreife von 1973 bis 1980 Humanmedizin an der Universität Bonn und erhielt die Approbation. 1981 war auch ihre Promotion abgeschlossen.
Die erste Stelle von Herpertz-Dahlmann als Assistenzärztin war in Köln am Kinderkrankenhaus Amsterdamer Straße von 1980 bis 1984.
Kurz bevor Herpertz-Dahlmann 1985 ihren ersten Facharzt in Kinderheilkunde machte, ging sie als Gastärztin von 1984 bis 1985 an das Children’s Hospital in Stanford, Kalifornien.
Anschließend war Herpertz-Dahlmann als Wissenschaftliche Mitarbeiterin an der Klinik für Kinder- und Jugendpsychiatrie und –psychotherapie der Universität Marburg tätig und schloss diese Phase 1991 mit der Habilitation ab. Ab 1992 bis 1997 arbeitete sie als Oberärztin in diesem Universitätskrankenhaus weiter. Im Jahre 1993 erhielt sie die zweite Facharztanerkennung „Ärztin für Kinder- und Jugendpsychiatrie“ und ab 1994 wurde sie dort C3-Professorin und Leiterin der Tagesklinik und Ambulanz.
1997 wurde Herpertz-Dahlmann auf eine C4-Professur der RWTH Aachen berufen und ist seitdem dort Direktorin der Klinik für Psychiatrie, Psychosomatik und Psychotherapie des Kindes- und Jugendalters am Universitätsklinikum der RWTH Aachen. Mit Wirkung zum 1. Oktober 2023 ging Herpertz-Dahlmann in den Ruhestand.

## Wirken
Herpertz-Dahlmann forschte auf dem Gebiet der Essstörungen, vor allem zur kindlichen und adoleszenten Anorexia nervosa und ist Mitherausgeberin und Mitautorin der S3-Leitlinie „Diagnostik und Behandlung der Essstörungen“. Sie hat eine kontrollierte Studie zur tagesklinischen Behandlung durchgeführt und leitet zurzeit eine ähnlich große Studie zum Vergleich von stationärer bzw. tagesklinischer Behandlung und Home Treatment.
Herpertz-Dahlmann hat zum Thema Home Treatment an der Uniklinik RWTH Aachen eine Pilotstudie mit positiven Ergebnissen durchgeführt und darauf aufbauend das Projekt „HoT“ ins Leben gerufen, welches einem Step-down-Behandlungsansatz folgt. Jugendliche Patientinnen und Patienten werden nach spätestens acht Wochen aus der stationären Behandlung entlassen und in eine viermonatige stationsersetzende Behandlung zu Hause, auch Home Treatment genannt, überführt. Ein multiprofessionelles Team aus Psychologen, Ärzten, Fachtherapeuten, Mitarbeitern des Pflegedienstes und Ernährungsberatern behandelt die Patienten drei- bis viermal wöchentlich intensiv zu Hause zusammen mit ihren Eltern. Die beiden wesentlichen Hypothesen, auf denen das Home Treatment aufbaut, ist eine intensive Unterstützung der Eltern (Ausbildung zum Co-Therapeuten) sowie eine frühzeitige Unterbrechung von pathologischen Gewohnheiten, die bei der Chronifizierung der AN eine große Rolle spielen.
Eine Studie im Rahmen des Innovationsfondsprojekts „HoT“ soll diese Ergebnisse durch eine vergleichende Studie mit deutlich mehr Patienten bestätigen. Vier weitere kinder- und jugendpsychiatrische Kliniken nehmen an der Studie teil: Die Uniklinik Münster, die Uniklinik LVR Bochum/Hamm, die LVR Klinik Bonn und die LVR Klinik Viersen.
Der Home Treatment Ansatz verwendet viele Prinzipien der familienbasierten Therapie (FBT). Das heißt, Fokussierung auf die Gewichtnormalisierung, die eine hohe prognostische Bedeutung hat, die Einbindung der Eltern als Co-Therapeuten mit wesentlichen Funktionen und die Externalisierung bzw. Personalisierung der Erkrankung, gegen welche Patient, Therapeut und Eltern arbeiten.
Ein weiterer Schwerpunkt ist die biologische Forschung bei der AN, wo Herpertz-Dahlmann aktuell eine europäische Studie zur Darm-Gehirn-Achse durchführt.
Herpertz-Dahlmann war zwischen 2002 und 2007 Vorstandsmitglied der Deutschen Gesellschaft für Kinder- und Jugendpsychiatrie, Psychosomatik und Psychotherapie (DGKJP), davon 2004 und 2005 als Präsidentin.
Von 2002 bis 2018 nahm Herpertz-Dahlmann einen Platz als Mit-Herausgeberin und zeitweise geschäftsführende Herausgeberin der „Zeitschrift für Kinder- und Jugendpsychiatrie und Psychotherapie“ (ZKJPP) ein.
Zwischen 2005 und 2010 war Herpertz-Dahlmann Vorsitzende des Wissenschaftlichen Beirates „Autismus Deutschland e.V.“ und 2011 noch Vorstandsmitglied.
Herpertz-Dahlmann hatte von 2006 bis 2012 einen Vorstandssitz der Deutschen Gesellschaft für Essstörungen (DGESS) inne.
Von 2007 bis 2015 fungierte Herpertz-Dahlmann als Vorstandsmitglied der European Society for Child and Adolescent Psychiatry (ESCAP).
Mitglied des Fachkollegiums „Neurowissenschaften“ der Deutschen Forschungsgemeinschaft (DFG) war Herpertz-Dahlmann von 2016 bis 2020.

## Forschungspreise
- 1994 Christina Barz-Preis (Stifterverband für die Deutsche Wissenschaft) für Forschungsarbeiten auf dem Gebiet der Anorexia nervosa (zusammen mit  H. Remschmidt und  J. Hebebrand).[1]
- 2009 August Homburger-Preis der Universität Würzburg für Forschungsarbeiten zu Symptomatik, neurobiologischen Korrelaten und Therapie psychiatrischer Erkrankungen im Kindes- und Jugendalter, insbesondere zur Anorexia nervosa.[1]
- 2016 Forschungspreis Psychotherapie in der Medizin von der Prof. Dr. Gerhardt Nissen-Stiftung Würzburg für ihre Forschung zur tagesklinischen Behandlung der Anorexia nervosa.[1]

## Privatleben
Herpertz-Dahlmann ist verheiratet und hat keine Kinder. Sowohl ihre Eltern als auch die beiden Geschwister sind Mediziner. Herpertz-Dahlmann ist eine der wenigen Frauen in Deutschland, die eine C4-Professur an einer medizinischen Fakultät innehaben.

## Publikationen
- Beate Herpertz-Dahlmann, Anja Hilbert (Hrsg.): Essstörungen bei Kindern und Jugendlichen ein klinisches Handbuch. 1. Auflage. W. Kohlhammer, Stuttgart 2022, ISBN 978-3-17-039202-1.
- Stephan Herpertz, Manfred Fichter, Beate Herpertz-Dahlmann, Anja Hilbert, Brunna Tuschen-Caffier, Silja Vocks, Almut Zeeck (Hrsg.): S3-Leitlinie Diagnostik und Behandlung der Essstörungen. Springer, Berlin / Heidelberg 2019, ISBN 978-3-662-59606-7, S. 190 (awmf.org [PDF]).
- Johannes Hebebrand, Beate Herpertz-Dahlmann: Eating disorders and obesity in children and adolescents. Hrsg.: Elsevier. 1. Auflage. St. Louis, Missouri 2019, ISBN 978-0-323-54853-3.
- Beate Herpertz-Dahlmann, Johannes Hebebrand, Harsh K. Trivedi (Hrsg.): Eating disorders and obesity (Child and Adolescent psychiatric Clinics of North America). 1. Auflage. Saunders, Philadelphia, Pa. 2009, ISBN 978-1-4377-0458-7.
- Herpertz-Dahlmann, Resch, Schulte-Markwort, Warnke (Hrsg.): Entwicklungspsychiatrie biopsychologische Grundlagen und die Entwicklung psychischer Störungen; mit 227 Tabellen. 2., vollst. überarb. und erw.  Auflage. Stuttgart 2008, ISBN 978-3-7945-2358-0.
- Beate Herpertz-Dahlmann (Hrsg.): Prävention, Früherkennung und Entwicklungsneurobiologie: XXX. Kongress der Deutschen Gesellschaft für Kinder- und Jugendpsychiatrie, Psychosomatik und Psychotherapie, Aachen, 14.-17. März 2007; Abstracts. MWV Medizinisch Wissenschaftliche Verlagsges., Berlin 2007, ISBN 978-3-939069-37-9.
- Beate Herpertz-Dahlmann,  Andreas Warnke (Hrsg.): Psychosomatisches Kompendium der Pädiatrie Leitfaden für den Kinder- und Jugendarzt. Hans Marseille, München 2006, ISBN 978-3-88616-122-5.